# Prayola tottoni
Prayola tottoni is een hydroïdpoliep uit de familie Prayidae. De poliep komt uit het geslacht Prayola. Prayola tottoni werd in 1969 voor het eerst wetenschappelijk beschreven door Carré. 